# Rhodostrophia anchotera
Rhodostrophia anchotera är en fjärilsart som beskrevs av Louis Beethoven Prout 1935. Rhodostrophia anchotera ingår i släktet Rhodostrophia och familjen mätare. Inga underarter finns listade.